# Idactus ellioti verdieri
Idactus ellioti verdieri es una subespecie de escarabajo longicornio del género Idactus, tribu Ancylonotini, subfamilia Lamiinae. Fue descrita científicamente por Lepesme & Breuning en 1956.

## Descripción
Mide 11-17 milímetros de longitud.

## Distribución
Se distribuye por Angola, Camerún, Gabón, Uganda, República Centroafricana, República Democrática del Congo, República del Congo, Ruanda y Togo.